# ريد برمان
ريد برمان (بالإنجليزية: Red Burman)‏ (18 مارس 1915 - 25 يناير 1996) هو ملاكم أمريكي، صنّف ضمن فئة الوزن الثقيل الخفيف ‏ ووزن ثقيل.

## روابط خارجية
- ريد برمان على موقع بوكس ريك (الإنجليزية) (registration required)